# Национальная библиотека Папуа — Новой Гвинеи
Национальная библиотека Папуа — Новой Гвинеи (англ. National Library of Papua New Guinea) — основана в 1975 году и расположена в Порт-Морсби. Является национальной библиотекой Папуа — Новой Гвинеи.

## История
Открылась в 1978 году, спустя три года после обретения Папуа — Новой Гвинеей независимости от Австралии. Библиотека была создана Австралией как «подарок правительству и народу Папуа — Новой Гвинеи», чтобы «помочь в создании коллекции предметов национального значения».
В национальной библиотеке хранится около 56 000 предметов, включая: книги, фильмы и видеоматериалы, а также карты, диаграммы, фотографии и микрофильмы.